# Domperidon
Domperidon is sinds 1978 in de handel, het is verkrijgbaar op doktersrecept. Het is een anti-emeticum dat misselijkheid en braken tegengaat door versnelde maaglediging en te grote hoeveelheid maagzuur voorkomt. Het middel wordt onder andere gebruikt door patiënten met een verhoogde reflux. Domperidon wordt onder meer als Motilium en Gastrocure in de handel gebracht.
Domperidon bindt zich antagonistisch aan de D2-dopaminereceptoren in de zogenoemde 'chemoreceptor trigger zone', een gebied in het verlengde merg dat met het braakcentrum in de hersenen communiceert. Op deze wijze voorkomt domperidon dat dopamine aan deze receptoren kan binden en verhindert het dat signalen naar het braakcentrum in de hersenen worden gezonden.
Daarnaast blokkeert domperidon dopaminereceptoren in het bovenste deel van het spijsverteringsstelsel, waardoor het samentrekken van de maag versterkt wordt, en tegelijkertijd de maagportier zodanig ontspant dat de maaginhoud sneller de maag verlaat richting twaalfvingerige darm. De versnelde maaglediging helpt eveneens om misselijkheid te verlichten en braken te voorkomen.
Domperidon wordt ook ingezet in combinatie met centrale dopamine-agonisten of L-dopa om de perifere effecten van deze geneesmiddelen te minimaliseren en om te beschermen tegen dopamine-geïnduceerd braken.
Domperidon kan relatief veilig gedurende korte tijd als niet-geregistreerd gebruik worden ingezet om de borstvoeding te stimuleren.

## Bijwerkingen
Het middel is niet vrij van bijwerkingen. Vooral bij jonge kinderen moet strikt de dosering worden gevolgd. Voorzichtigheid is geboden bij kinderen jonger dan een jaar. In 1988 en 1997 werd in Nederland reeds gewaarschuwd tegen dit zetpilletje tegen het spugen.
Een neveneffect van domperidon is dat het de melkafgifte van de borsten bevordert. Om deze reden wordt domperidon off-label gebruikt om de melkproductie bij zogende moeders te stimuleren. Het middel komt echter in de moedermelk terecht en geeft kans op zenuwaandoeningen en harttritmestoornissen bij de zuigeling. Bij mannen kan domperidon leiden tot borstvorming (gynaecomastie). Of het gebruik van domperidon tijdens de zwangerschap veilig is, is nog onvoldoende onderzocht.
Baby's tot één jaar lopen een hoog risico op bewegingsstoornissen, zoals plotselinge spiertrekkingen en beven.
Met name hartritmestoornissen zijn een gevaarlijke en relatief veelvoorkomende bijwerking van domperidon. Vooral het hart kan getroffen worden door verlenging van het QT-interval. Met name bij mensen met een aangeboren hartritmestoornis (lange-QT-syndroom) is dat gevaarlijk en kan dat fataal zijn. In 1985 werd de parenterale vorm daarom uit de handel genomen, na het optreden van hartfalen met convulsies. De kans op het optreden van harttritmestoornissen als gevolg van domperidon werd in 2004 in de bijsluiter opgenomen. In 2011 werd in Europees verband de bijsluitertekst herzien.
Het geneesmiddel geeft veel interacties op het niveau van het CYP3A4 metabolisme. Door gelijktijdig gebruik van andere geneesmiddelen die dit enzym beïnvloeden kan de hoeveelheid domperidon in het bloed worden verhoogd en kunnen de werking en bijwerkingen ervan toenemen.
Het NTvG concludeerde in 2013 dat domperidon het risico op acute hartdood vergroot in doseringen boven de 30 mg per dag.

## 2013: Nieuwe zorgen over de veiligheid
In maart 2013 vroeg het Federaal Agentschap voor Geneesmiddelen en Gezondheidsproducten een herbeoordeling aan van domperidon bij de Europese registratieautoriteiten. Vooral geneesmiddeleninteracties zullen hierbij een grote rol spelen. De belangrijkste metabole route van domperidon is via CYP3A4. Via wisselwerking met sterke CYP3A4-remmers zoals bijvoorbeeld ketoconazol en erytromycine treedt er zo verlenging van het QTc-interval op. Verlenging van het QTc-interval kan vaak de voorbode zijn voor hartritmestoornissen die in enkele gevallen tot een hartstilstand kunnen leiden.
In Nederland werden er 2 reeksen kamervragen gesteld en door de minister Edith Schippers op 9 en 23 april 2013 beantwoord.
Op 7 maart 2014 beval het PRAC verdere aanscherping in dosering en gebruiksduur aan.
In de Verenigde Staten is het middel overigens nooit op de markt toegelaten omdat het risico op fatale hartritmestoornissen te hoog werd bevonden.

## Europese ontwikkelingen
In België kan men geneesmiddelen enkel en alleen bij een apotheek kopen. Sedert 1 december 2013 zijn domperidon en geneesmiddelen die domperidon bevatten alleen nog beschikbaar op medisch voorschrift. In Nederland besloot op 28 juli 2014 het CBG het middel alleen nog op recept te laten verstrekken na een hoorzitting op 16 juni. Het Europese CMDh beveelt aan de doseringen van 10 en 60 mg rectaal en 20 mg oraal door te halen. Verder dient het aantal indicaties, de gebruiksduur en de dosering te worden beperkt. De Europese procedure inzake de herbeoordeling van domperidon was door België opgestart. Op 25 augustus 2014 kwam het Nederlandse CBG met aanbevelingen inzake de cardiale veiligheid, die de fabrikanten vastlegden in een gezamenlijke brief.